# André Vantomme
André Vantomme, né le 16 février 1948 à Bondues, est un homme politique français. Membre du Parti socialiste, il est sénateur de 2001 à 2011 et premier vice-président du conseil général de l'Oise de 2004 à 2015.

## Biographie
Inspecteur des domaines de profession jusqu'en 2001, il est élu conseiller général de l'Oise dans le canton de Clermont en 1982 puis maire de Clermont en 1983. Il est premier vice-président du district urbain du Clermontois puis de la communauté de communes du Clermontois de 1989 à 2001.
Le 21 novembre 2001, il laisse la mairie de Clermont à son adjoint Claude Gewerc, après avoir été élu sénateur le mois précédent. Au Sénat, il est secrétaire de la commission des Affaires étrangères, de la Défense et des Forces armées. En mars 2004, il devient premier vice-président du conseil général de l'Oise et président de l'OPAC de l'Oise.
En 2011, il renonce à se présenter sur la liste de Yves Rome et cède sa place au maire de Montataire, Jean-Pierre Bosino.
Candidat aux élections départementales de 2015 dans l'Oise en binôme avec Valérie Menn, il est battu dans une triangulaire avec Les Républicains et le FN, laissant ainsi sa place à Édouard Courtial,.

## Détail des mandats et fonctions
- 21 mars 1982 – 22 mars 2015 : conseiller général de l'Oise, élu dans le canton de Clermont ;
- 14 mars 1983 – 21 novembre 2001 : maire de Clermont ;
- 28 mars 2004 – 22 mars 2015 : premier vice-président du conseil général de l'Oise ;
- 28 mars 2004 – 22 mars 2015 : président de l'OPAC de l'Oise ;
- 1er octobre 2001 – 1er octobre 2011 : sénateur français, élu dans le département de l'Oise.

## Décorations

### Décorations françaises
- Chevalier de l'ordre du Mérite agricole le 18 septembre 1989 ;
- Chevalier de l'ordre des Palmes académiques le 1er janvier 1999 ;
- Officier de l'ordre national du Mérite le 14 juin 2001, chevalier le 14 mai 1990 ;
- Chevalier de la Légion d'honneur le 13 juillet 2004 ;
- Officier de l'ordre des Arts et des Lettres le 18 décembre 2020[5].

### Décorations étrangères
- Commandeur de l'ordre du Mérite de la République italienne‎ le 27 décembre 2004[6] ;
- Médaille du Président de la République slovaque (cs) le 20 janvier 2014 ;
- Chevalier de l'ordre de Saint-Sylvestre le 22 avril 2023[7].

## Hommages
Une « rue du sénateur André Vantomme » est inaugurée le 19 octobre 2018 à Étouy par André Vantomme lui-même, en présence notamment de l'ancienne ministre Laurence Rossignol.